# المعلامة (جبلة)

تعديل مصدري - تعديل

المعلامة محلة تابعة لقرية نامة، التابعة لعزلة الثوابي بمديرية جبلة إحدى مديريات محافظة إب في الجمهورية اليمنية، بلغ تعداد سكانها 58 حسب تعداد اليمن لعام 2004.